# Jezioro Skąpe (województwo zachodniopomorskie)
Jezioro Skąpe (niem. Schamp See) – jezioro położone na północny wschód od miejscowości Złocieniec w województwie zachodniopomorskim, w powiecie drawskim, w gminie Złocieniec, na Pojezierzu Drawskim. W pobliżu jeziora znajdują się rezerwaty przyrody Jezioro Czarnówek oraz Torfowisko nad Jeziorem Morzysław Mały.
Na północnym brzegu jeziora pozostałości osady Przybyłowo (niem. Prieblow, Pribelow).